# Jean Morel
Jean Morel (10 de enero de 1903-14 de abril de 1975) fue un Director de orquesta y pedagogo francés nacionalizado estadounidense.

## Biografía
Nació en Abbeville en 1903, es hermano menor del oboísta Myrtil Morel.  Trabajó en el Conservatorio de París junto a Isidor Philipp, Noël Gallon, Maurice Emmanuel, Gabriel Pierné y Reynaldo Hahn. Entre 1921 y 1936 enseñó en el Conservatorio Americano de Fontainebleau, al mismo tiempo que dirigía la Orquesta Nacional de Francia (1936-39) y la Orquesta Sinfónica de París (1938).
Al iniciarse la Segunda Guerra Mundial se instaló en Estados Unidos, donde enseñó en el Brooklyn College de la Universidad Municipal de Nueva York (1940-1943) y en la prestigiosa Escuela Juilliard (1949-1971). Dirigió la Orquesta Sinfónica de la Ciudad de Nueva York (1942-1952), siendo invitado por los teatros de ópera de México (1943-1948), San Francisco, New York City Opera (1944-1952) así como el Metropolitan Opera (1956-1971).
Algunos de sus alumnos de la Escuela Juilliard se convirtieron en destacados directores de orquesta, como Herbert Blomstedt, Leonard Slatkin o James Levine, quien fue su asistente.  También fue profesor de Catherine Comet de 1964 a 1968. 